# Georgetown (comtat de Quitman)
Georgetown és una població dels Estats Units a l'estat de Geòrgia. Segons el cens del 2000 tenia 973 habitants.

## Demografia
Segons el cens del 2000, Georgetown tenia 973 habitants, 367 habitatges, i 274 famílies. La densitat de població era de 137,1 habitants/km².
Dels 367 habitatges en un 29,4% hi vivien nens de menys de 18 anys, en un 44,4% hi vivien parelles casades, en un 26,2% dones solteres, i en un 25,3% no eren unitats familiars. En el 22,6% dels habitatges hi vivien persones soles el 13,6% de les quals corresponia a persones de 65 anys o més que vivien soles. El nombre mitjà de persones vivint en cada habitatge era de 2,65 i el nombre mitjà de persones que vivien en cada família era de 3,11.
Per edats la població es repartia de la següent manera: un 27,6% tenia menys de 18 anys, un 7% entre 18 i 24, un 25,2% entre 25 i 44, un 20,1% de 45 a 60 i un 20% 65 anys o més.
L'edat mediana era de 38 anys. Per cada 100 dones de 18 o més anys hi havia 75,1 homes.
La renda mediana per habitatge era de 22.941 $ i la renda mediana per família de 25.250 $. Els homes tenien una renda mediana de 22.404 $ mentre que les dones 20.000 $. La renda per capita de la població era d'11.407 $. Entorn del 22% de les famílies i el 25,9% de la població estaven per davall del llindar de pobresa.

## Poblacions properes
El següent diagrama mostra les poblacions més properes.